# 福岡市立宮竹小学校
福岡市立宮竹小学校（ふくおかしりつ みやたけしょうがっこう）は、福岡県福岡市南区井尻1丁目にある公立小学校。

## 歴史
- 昭和29年（1954年）4月 - 7学級311名にて筑紫郡曰佐北小学校として曰佐小学校より分離開校。
- 昭和29年（1954年）10月 - 曰佐村の福岡市への編入合併により福岡市立曰佐北小学校となる。
- 昭和30年（1955年）1月 - 全校校舎が移転
- 昭和32年（1957年）4月 - 福岡市立宮竹小学校と改称。
- 昭和49年（1974年） - 板付北小学校を分離。
- 昭和57年（1982年） - 高木小学校を分離。

## 通学区
以下の各地域。
- 博多区諸岡3丁目
- 南区井尻1丁目-3丁目、五十川1,2丁目

南区東端の西鉄天神大牟田線・鹿児島本線沿線、笹原駅西口から井尻駅東口（北側）にかけての一帯の地域が校区で、博多区内の諸岡3丁目も含んでいる。
宮竹公民館を挟んだすぐ隣に宮竹幼稚園がある。

### 校区が隣接する小学校
- 福岡市立那珂小学校
- 福岡市立弥生小学校
- 福岡市立板付小学校
- 福岡市立三筑小学校
- 福岡市立高木小学校
- 福岡市立塩原小学校
- 春日市立春日北小学校

## 校歌
- 作詞：野坂治
- 作曲：原健

## 著名な出身者
- 石橋桃子（元女子バレーボール選手）